# Мост Октавио Фриас де Оливейра
Мост Октавио Фриас де Оливейра переброшен через реку Пиньейрус в бразильском городе Сан-Паулу. Единственный в мире вантовый мост, несущий два скрещивающихся мостовых пролёта на одном пилоне. Мост был открыт 10 мая 2008 года и назван в честь Октавио Фриаса де Оливейра (1912—2007), издателя, превратившего городскую газету Folha de S.Paulo в самое влиятельное в стране средство массовой информации.
По словам авторов моста, его эффектный дизайн продиктован не столько архитектурными соображениями, сколько геометрией транспортной развязки в плотной застройке центра города и характеристиками мягкого речного грунта, на котором стоит сооружение. Два изогнутых пролёта из предварительно напряжённого железобетона длиной 900 метров каждый пересекают реку Пиньейрус наискосок во встречных направлениях; один на высоте 12 метров, а другой — 24 метров. В месте их скрещивания они опираются на установленную у береговой линии опору высотой 138 метров, состоящую из двух изогнутых конструкций, соединённых перемычкой подобно букве Х. Две перекладины, непосредственное несущие мостовые конструкции, расположены ниже перекрестия буквы; а к верхним ветвям подвешены 144 стальных троса, при этом каждая из них удерживает свой пролёт. Для технического обслуживания вертикальных конструкций внутри них предусмотрены стальные лестницы с площадками через каждые шесть метров.
Для защиты от коррозии ванты покрыты жёсткой полиэтиленовой оболочкой, устойчивой к ультрафиолетовому излучению. Они окрашены в жёлтый цвет, что на фоне голубого неба создаёт эффект расходящихся солнечных лучей. Тросы украшены светодиодными лентами, которые зажигаются разными цветами по праздникам и в честь знаменательных событий.
Стоимость строительства составила 68 миллионов долларов. Мост спроектирован так, чтобы выдерживать порывы ветра скоростью до 70 метров в секунду. В час пик по мосту проезжает до 5 тысяч автомобилей в час.